# Усадьба Гальперина
Усадьба Гальперина — памятник архитектуры в Печерском районе Киева. Расположена на углу улиц Грушевского и Шелковичной. Построена в 1890-х годах архитектором Владимиром Николаевым в формах и декоре венецианского палаццо эпохи Высокого Возрождения. Является одним из лучших образцов застройки Липок конца XIX века.

## История

### Аптека Приказа общественного призрения
Усадьба на углу современных улиц Грушевского и Шелковичной известна с конца XVIII века — здесь располагалась аптека управления общественной опеки. От этой аптеки, одной из первых в Киеве, пошло первое название Шелковичной улицы — Аптекарская. Полноценно функционировать аптека начала 1799 года, её первым провизором стал Илья Чекалов, который впоследствии получил аптеку в выкупное содержание на восемь лет. В 1811 году аптеку выкупил Григорий Бунге из киевской династии аптекарей Бунге. После его смерти заведование аптеки перешло к зятю Г. Бунге — Ивана Богдановича Тецнера. После подольского пожара 1811 года аптека на Печерске некоторое время была единственной в Киеве.
Главный корпус аптеки был деревянный на каменном фундаменте, имел 8 саженей в длину и 6 саженей в ширину. В главном корпусе в четырёх комнатах располагалась собственно аптека и жили аптекарь с помощником. Отдельно стоял каменный домик лаборатории со склепистым погребом. Ещё одна лаборатория помещалась в деревянном флигеле, где также жили лаборант, гезель и «рабочие люди». Также в усадьбе, огороженной дощатым забором, были конюшня на двух лошадей и сарай для разной посуды.
В 1815 году киевские католики получили от императора Александра I разрешение на строительство римско-католического костёла. Одним из перспективных мест для строительства храма признали как раз участок напротив Мариинского дворца, на месте деревянного здания аптеки. Архитектор Андрей Меленский составил план здания аптеки, а независимые городские оценщики оценили её в 25 637 рублей 50 копеек. Некоторое время шли переговоры с владельцем аптеки, который не желал переезжать на другое место, предложенное католической общиной, другие варианты не нравились самой общине, поэтому строительство костела началось в 1817 году на Михайловской горе, которая впоследствии получила название Владимирской горки.

### Строительство особняка
В 1875 году участок приобрел коллежский асессор, директор киевского Промышленного банка Всеволод Абрамович Рубинштейн. В том же году городской землемер А. Терский составил план усадьбы: здесь находились два дома, один из которых фасадом выходил на Александровскую улицу (современная улица Грушевского), а второй — на Левашовскую (современная улица Шелковичная). К последнему В. Рубинштейн в том же 1875 году сделал по проекту архитектора Ромуальда Тустановского каменную пристройку.
Существует две версии истории строительства особняка на месте бывшей аптеки. По одной из них особняк возведён в середине 1890-х годов и его заказчиком был Рубинштейн. По другой, Рубинштейн в конце 1890-х годов продал участок купцу 1-й гильдии Н. Гальперину, который, соответственно, и был заказчиком особняка, возведённого по этой версии в 1899 году. Известно, что ещё в 1894 году Рубинштейн здесь жил — его имя и адрес фигурируют в путеводителе по Киеву издания. Д. Бублика 1894 года. Тот самый адрес указан для него и в справочнике «Весь Киев» 1899 года. Поэтому можно с большой долей вероятности утверждать, что особняк был возведён по заказу именно Рубинштейна, но из-за того, что Рубинштейн жил в нём довольно недолго, в истории дом остался известным как особняк Гальперина.
В начале XX века в особняке уже жила многочисленная семья Гальпериных. Глава семьи, Моисей Борисович (Беркович) Гальперин был сахаропромышленником и известным благотворителем. Конторы и управления сахарных заводов Гальперина по тогдашней традиции располагались также в особняке, но вход в них был с улицы Шелковичной (ныне закрыт). Главный вход в особняк находился на улице Грушевского. Женой Моисея Гальперина была София Ионовна из семьи крупных сахаропромышленников Зайцевых. Гальперины вырастили пятерых детей (двух дочерей и трёх сыновей), которые позже со своими семьями также жили в этом особняке.
18-19 октября 1905 года в Киеве состоялся еврейский погром. В разных частях города толпа в присутствии войск и полиции грабила и крушила магазины и дома, принадлежащие евреям. Особняк Гальпериных, как и некоторые особняки липских евреев, также был ограблен.

### Дальнейшая судьба особняка
После переворота 1917 года и установления советской власти в Киеве особняк Гальпериных было национализирован. В 1921 году здесь находилось управление артиллерии 44-й дивизии, позже — Киевское окружное статистическое бюро. В 1925 году особняк был передан Музыкально-драматическому институту им. М. Лысенко, однако институт так и не въехал в новое помещение. После переноса столицы УССР из Харькова в Киев и до начала Второй мировой войны в особняке находилось Главное управление милиции НКВД.
В 1946-1951 годах в особняке находился Музей партизанской славы и проводилась выставка «Партизаны Украины в борьбе против немецко-фашистских захватчиков». Позже располагалась организация под названием «Дом политпросвещения».
В 1970-х годах особняк передали Верховному Совету УССР и соединили подземным тоннелем со зданием Верховного Совета, некоторое время здесь располагался правительственный Дом приёмов. При независимой Украине в особняке размещаются постоянные комиссии Верховной рады Украины. Также для них на месте бывшего сада усадьбы дополнительно возведен современный многоэтажный дом.

## Архитектура
Особняк расположен на красной линии застройки, на углу улиц Грушевского и Шелковичной (старый адрес — ул. Александровская, 19/2 или ул. Левашовская, 2/18). Здание двухэтажное, кирпичное, прямоугольное в плане (сначала имело Г-образную форму), главный фасад выходит на улицу Грушевского. В центре главного фасада — парадные двери с большим балконом над ними. Аналогичный балкон размещён посередине бокового фасада, где раньше был вход в служебные помещения.
Композиция особняка формами и декором напоминает венецианские палаццо эпохи Возрождения, с таким же ритмичным расположением окон и отделкой. Очень похожим по архитектуре является особняк Ханенко на современной Терещенковской улице, построенный в 1891-1892 годах.
Стены первого этажа штукатуренные, с участками гладкого руста и фризом с триглифами и розетками; окна простые, прямоугольные. Окна второго этажа имеют полуциркульную форму и окаймлены небольшими полуколонками и балюстрадой. Заполнение окон раньше имело Т-образную раму. В межоконных простенках второго этажа размещены тричетвертевые колонки с ионическими капителями. Фасад завершается фризом с гирляндами и карнизом большого выноса на консолях. По краю крыши раньше шёл парапет-балюстрада с вазами на пьедесталах. Дворовый фасад украшен довольно скромно.
В части усадьбы со стороны улицы Шелковичной ранее располагался небольшой садик, ограждённый высокой штукатуренной стеной, декорированной неглубокими нишами и пилонами с каменными шарами. Вход во двор был через ворота с калиткой. С правой стороны особняка, по улице Грушевского, в 1910-х годах был возведён четырехэтажный доходный дом.
Интерьеры особняка также приобрели черты дворцовой роскоши. Сохранилось лепное убранство потолков и карнизов. Парадные помещения были сгруппированы вдоль уличных фасадов, к ним вела парадная мраморная лестница с кованым ограждением в стиле Возрождения. На втором этаже парадная лестница сочетались с боковыми коридорами через аркадные лоджии, декорированные пилястрами.
В 1976 году была проведена капитальная реставрация особняка, во время которой со стороны двора были достроены трёхэтажный объём и двухэтажный служебный флигель, которой сообщается с особняком переходом на уровне второго этажа. Балюстраду на крыше заменили глухим парапетом, что визуально перегрузило фасады.

### Интерьеры дома

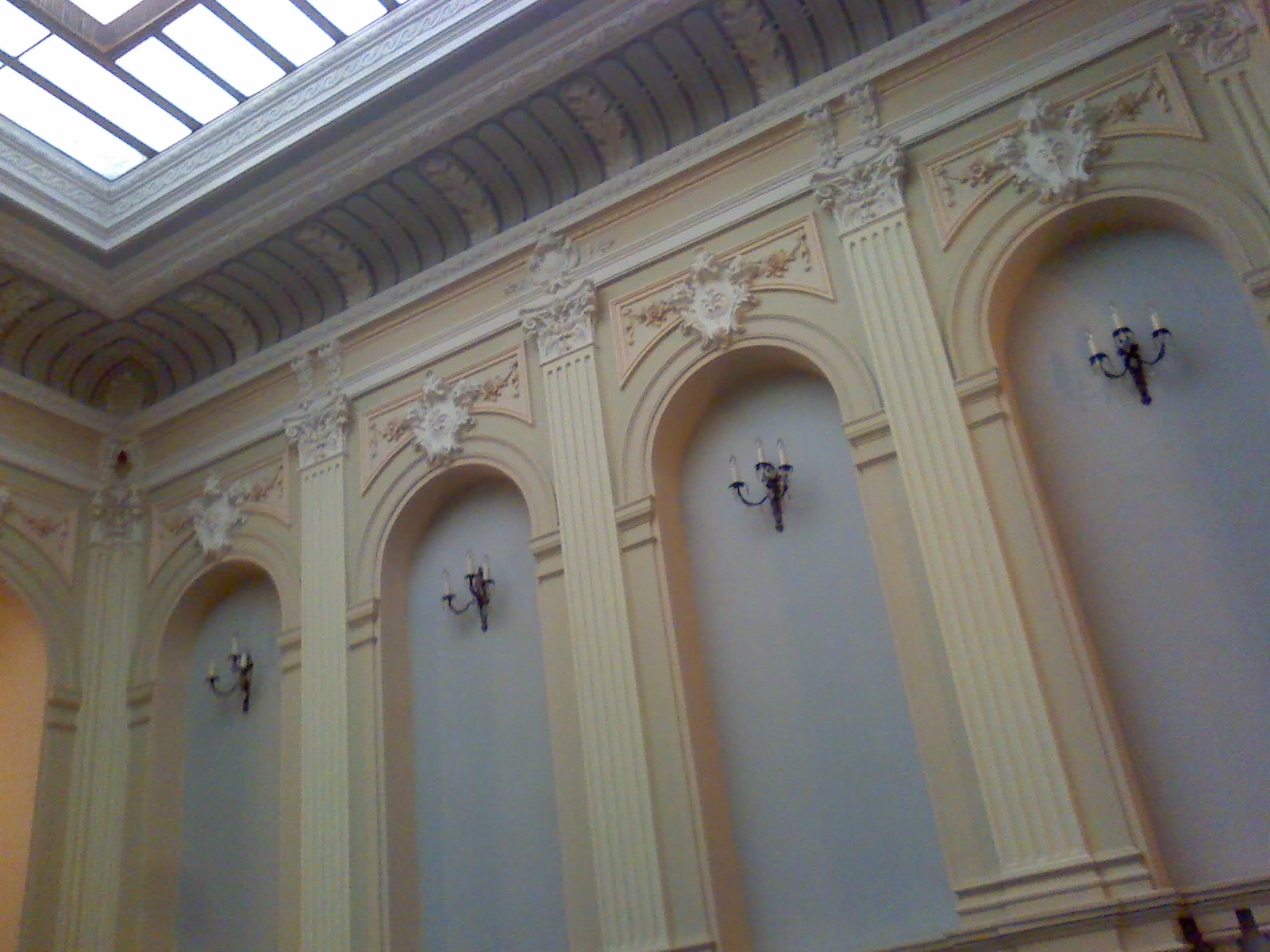
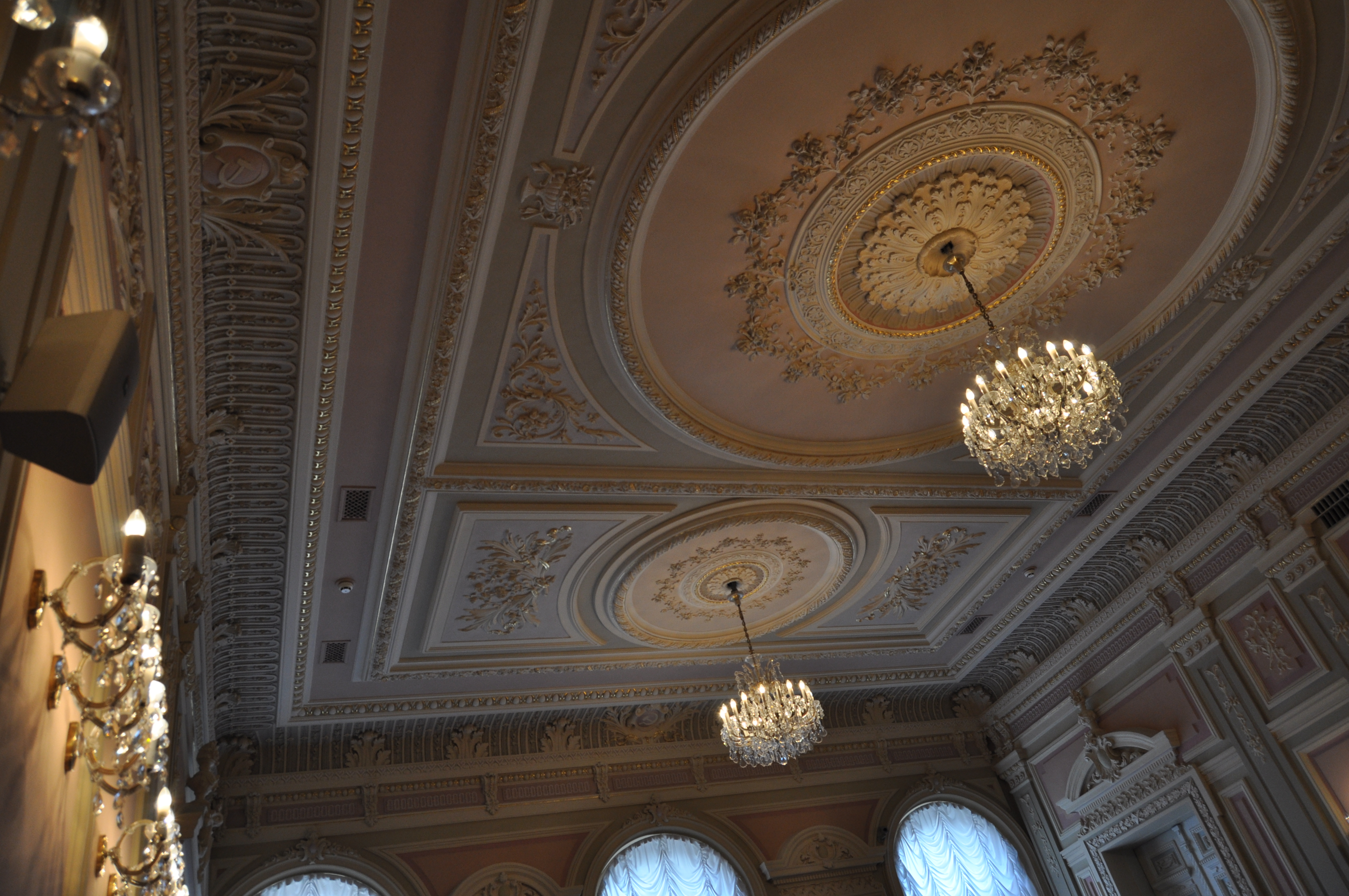
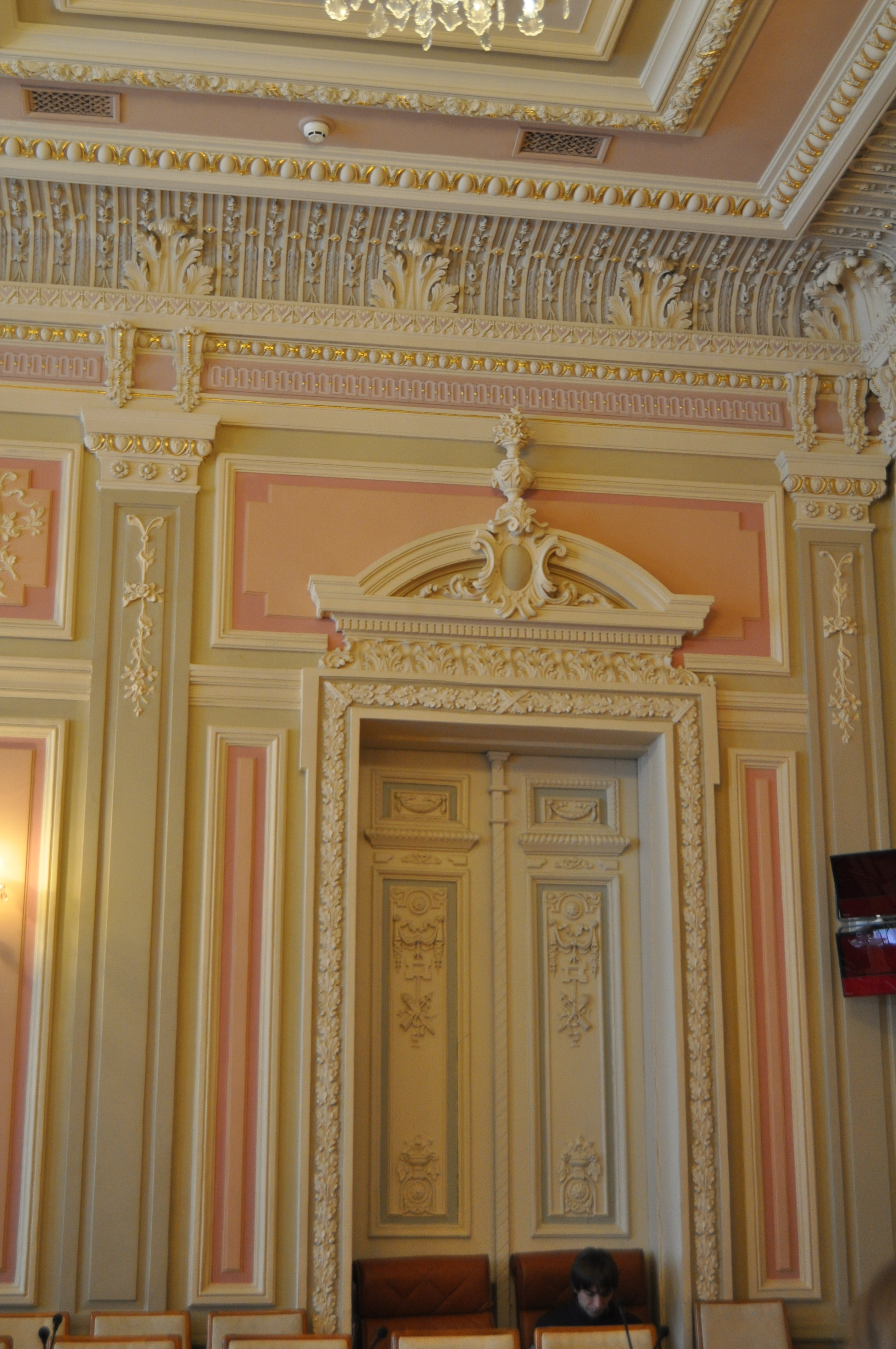
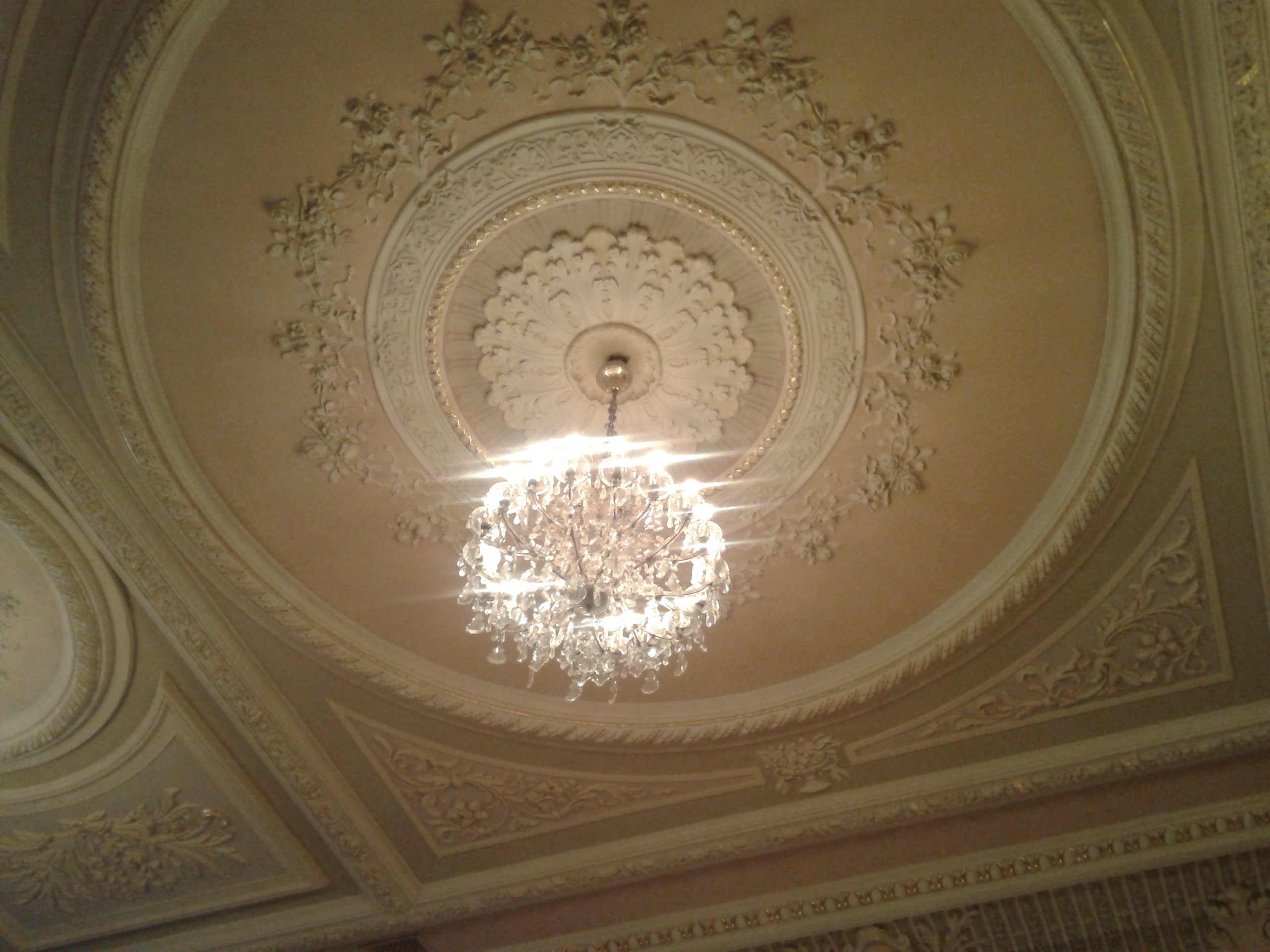
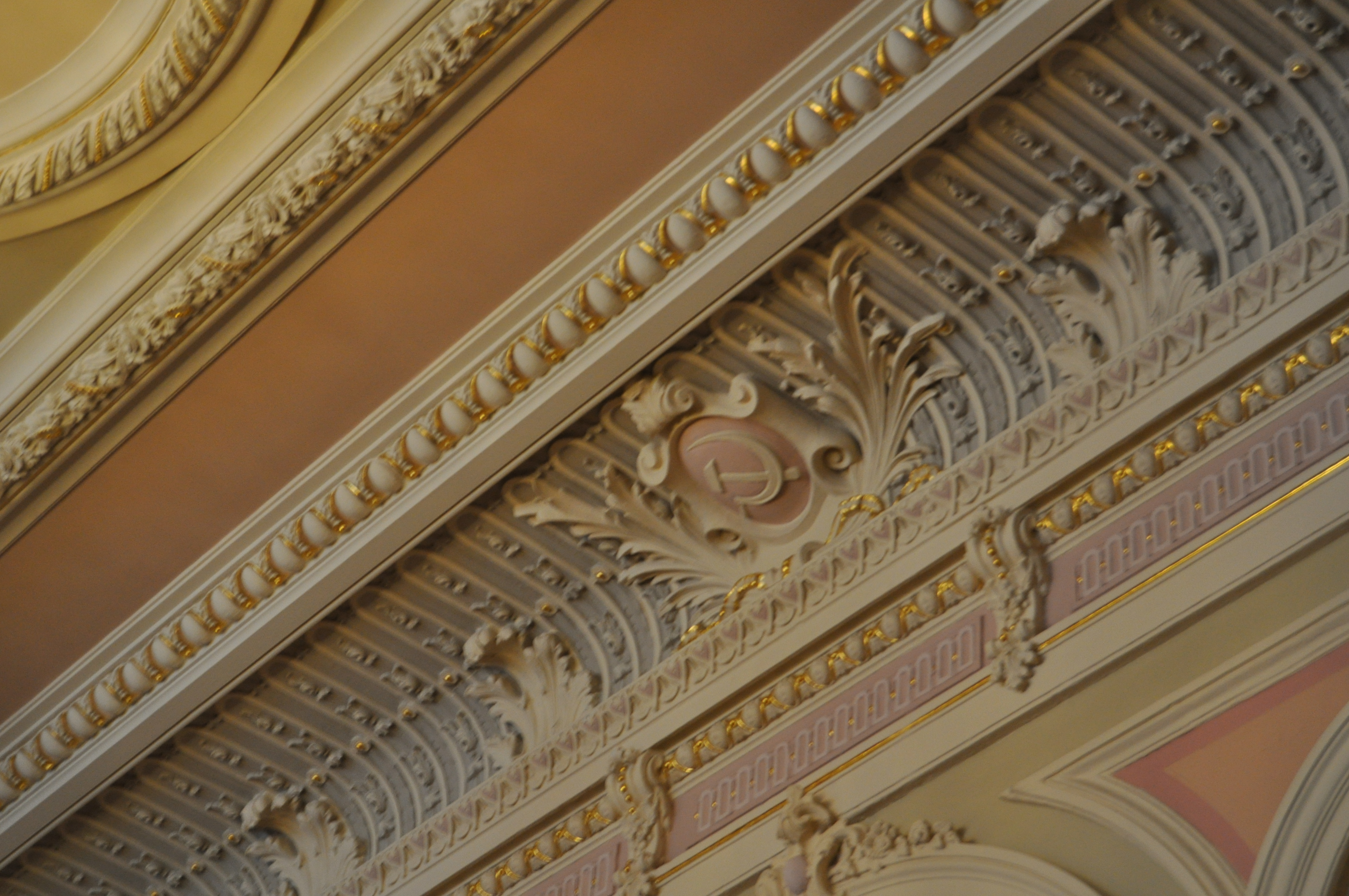

## Ссылка
- Архитектура Киева: Особняк Гальперина (8 апреля 2010). Дата обращения: 21 января 2015.
- Діана Куришко. Особняк Гальперіна: купецькі покої для депутатів (фото) (укр.). Tochka.net (28 марта 2012). Дата обращения: 21 января 2015.
- Особняк Гальперина (6 мая 2012). Дата обращения: 21 января 2015.